# Rüdesheimer Platz (metrostation)
Rüdesheimer Platz is een station van de metro van Berlijn, gelegen onder het gelijknamige plein in het Berlijnse stadsdeel Wilmersdorf. Het metrostation werd geopend op 12 oktober 1913 aan het eerste deel van de Wilmersdorf-Dahlemer U-Bahn, de huidige lijn U3.
Wilmersdorf was ten tijde van de aanleg van de Wilmersdorf-Dahlemer U-Bahn nog een zelfstandige stad. De metrostations die ze op haar grondgebied bouwde werden alle ontworpen door Wilhelm Leitgebel en kregen een luxueus gedecoreerd uiterlijk, dat het goedburgerlijke karakter van de stad moest weerspiegelen. Rüdesheimer Platz is hierop geen uitzondering: natuurstenen zuilen, gestucte plafonds, wandnissen en mozaïeken bepalen hier het beeld. Aanvankelijk sierden motieven uit de wijnbouw de wanden langs de sporen, maar bij een modernisering van het station in 1988 werden deze vervangen door schilderijen in graffitistijl. Zoals vrijwel alle stations op de U3 staat metrostation Rüdesheimer Platz onder monumentenbescherming.

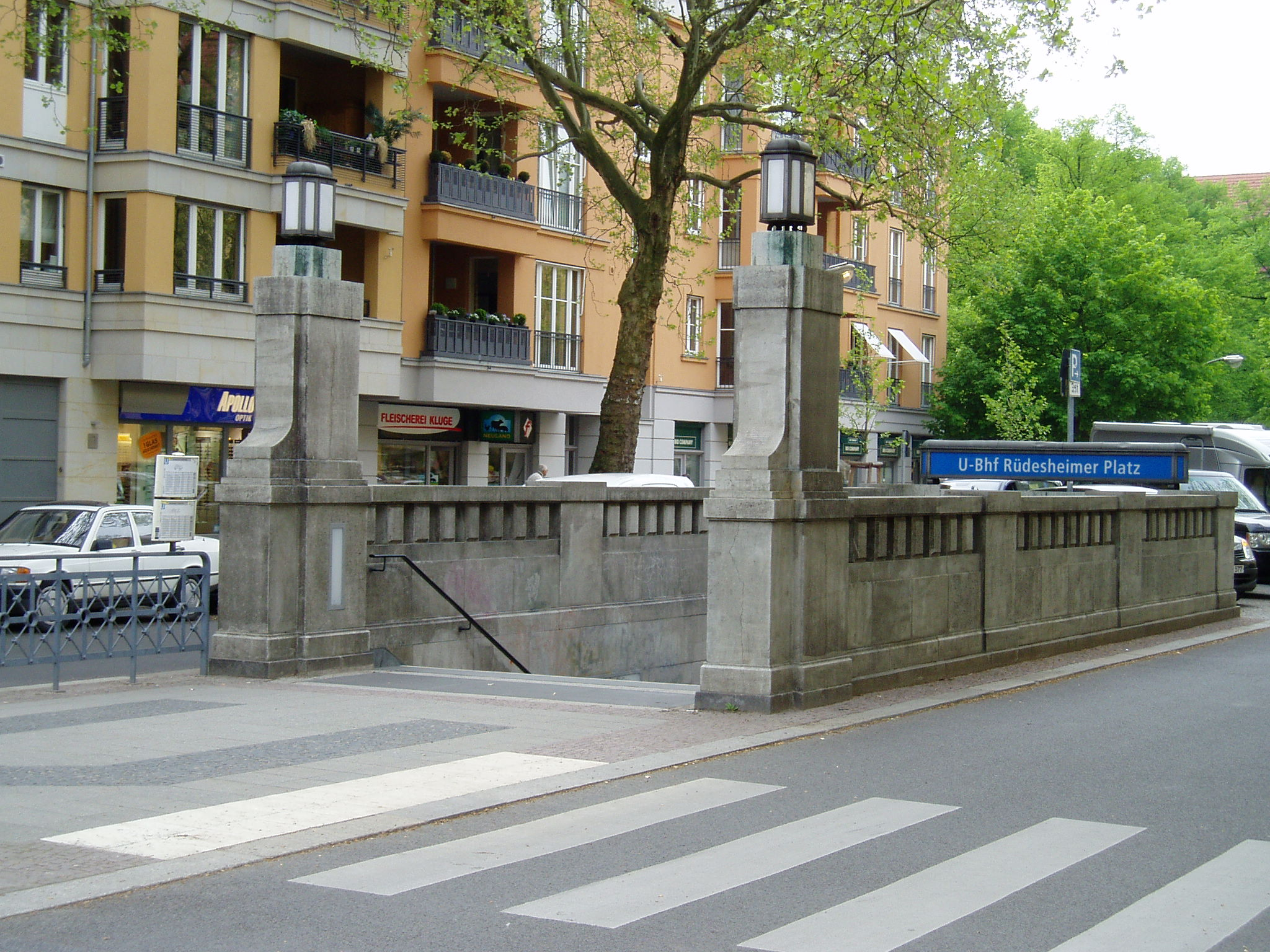
Toegang tot het metrostation

Het station heeft een eilandperron, dat aan beide uiteinden overgaat in een klein voorportaal, van waaruit trappen rechtstreeks naar de middenberm van de Rüdesheimer Straße leiden. Station Rüdesheimer Platz ligt namelijk direct onder het straatniveau. De bovengrondse toegangen zijn gedecoreerd met balustrades en lantaarns.